# Semiotellus tenebricosus
Semiotellus tenebricosus är en stekelart som först beskrevs av Girault 1915.  Semiotellus tenebricosus ingår i släktet Semiotellus och familjen puppglanssteklar. Inga underarter finns listade i Catalogue of Life.